# Дочь Гамбурга
«Дочь Гамбурга» (фр.:  La Fille de Hambourg) — французский фильм 1958 года режиссёра Ива Аллегре.

## Сюжет
Пьер, французский моряк, вернулся в Гамбург, где провел три года в качестве военнопленного во время войны. Здесь в 1943 году в суматохе войны он познакомился с Марией, которая снабжала его сигаретами в порту Гамбурга, и была символом любви и надежды. Сейчас он хочет найти её. Он встречает её в районе красных фонарей, где она работает проституткой и участвует в боях в грязи в убогой забегаловке. Она ненавидит свою работу, ненавидит убогую клиентуру. Когда она встречает Пьера, её надежды на лучшую жизнь возрастают. Несмотря на то, что он уже женат, они влюбляются друг в друга. Он обещает вернуться, но позже его убивает ножом грабитель. Мария, думающая, что он обманул её и не вернётся, выпивает смертельную дозу снотворного.

## В ролях
- Даниэль Желен — Пьер
- Хильдегард Кнеф — Мария
- Жан Лефевр — Жорж
- Даниэль Сорано — Жан-Мари
- Фредерик О’Брэди — бармен
- Райнер Бреннеке -сутенёр в баре

## Съёмки
Натурные съемки проходили в Гамбурге, в его «квартале красных фонарей» Санкт-Паули.

## Другое
В 2001 году, незадолго до своей смерти, актриса Хильдегард Кнеф, снявшейся в около 70 фильмов, назвала роль в этом фильме своей самой любимой.